# Francisco de Almeida
Francisco de Almeida, conosciuto anche come "il Grande Don Francisco" (Lisbona, 1450 – Capo di Buona Speranza, 1º marzo 1510), è stato un esploratore e militare portoghese.

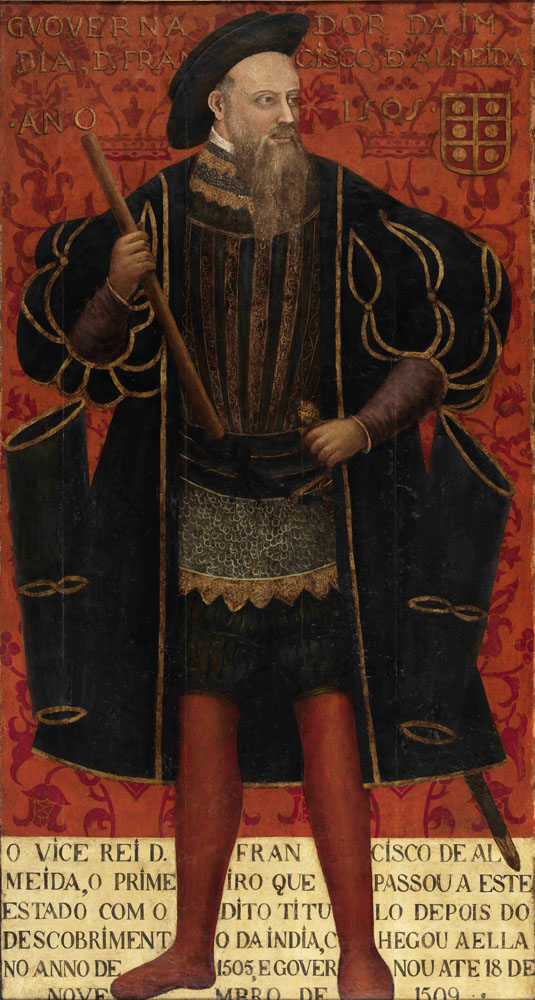
Un ritratto di Francisco de Almeida nel Museo Nazionale di Arte Antica.

Era il figlio del primo conte di Abrantes, Don Lopo de Almeida e della moglie Donna Beatriz da Silva.
Si fece notare come consigliere del Re Giovanni II e in seguito nelle battaglie contro i Mori durante la reconquista del regno di Granada nel 1492. Nel 1503 a Francisco venne assegnato il titolo di viceré con il compito di governare lo Stato Portoghese dell'India (Estado da Índia). Ad Almeida viene riconosciuto il merito di avere stabilito l'egemonia portoghese nell'Oceano Indiano. Almeida morì nel 1510 a Capo di Buona Speranza, nell'odierna regione della costa Sudafricana a causa di un attacco a sorpresa.

## Imprese come soldato
Come da regola per gli uomini del suo circolo sociale, Francisco si arruolò nella milizia in giovane età. Nel 1476 prese parte alla Battaglia di Toro, in seguito partecipò in vari conflitti in Marocco e nel 1492 aiutò il Regno di Castiglia nella Reconquista contro i mori di Granada.

## Missioni in oriente

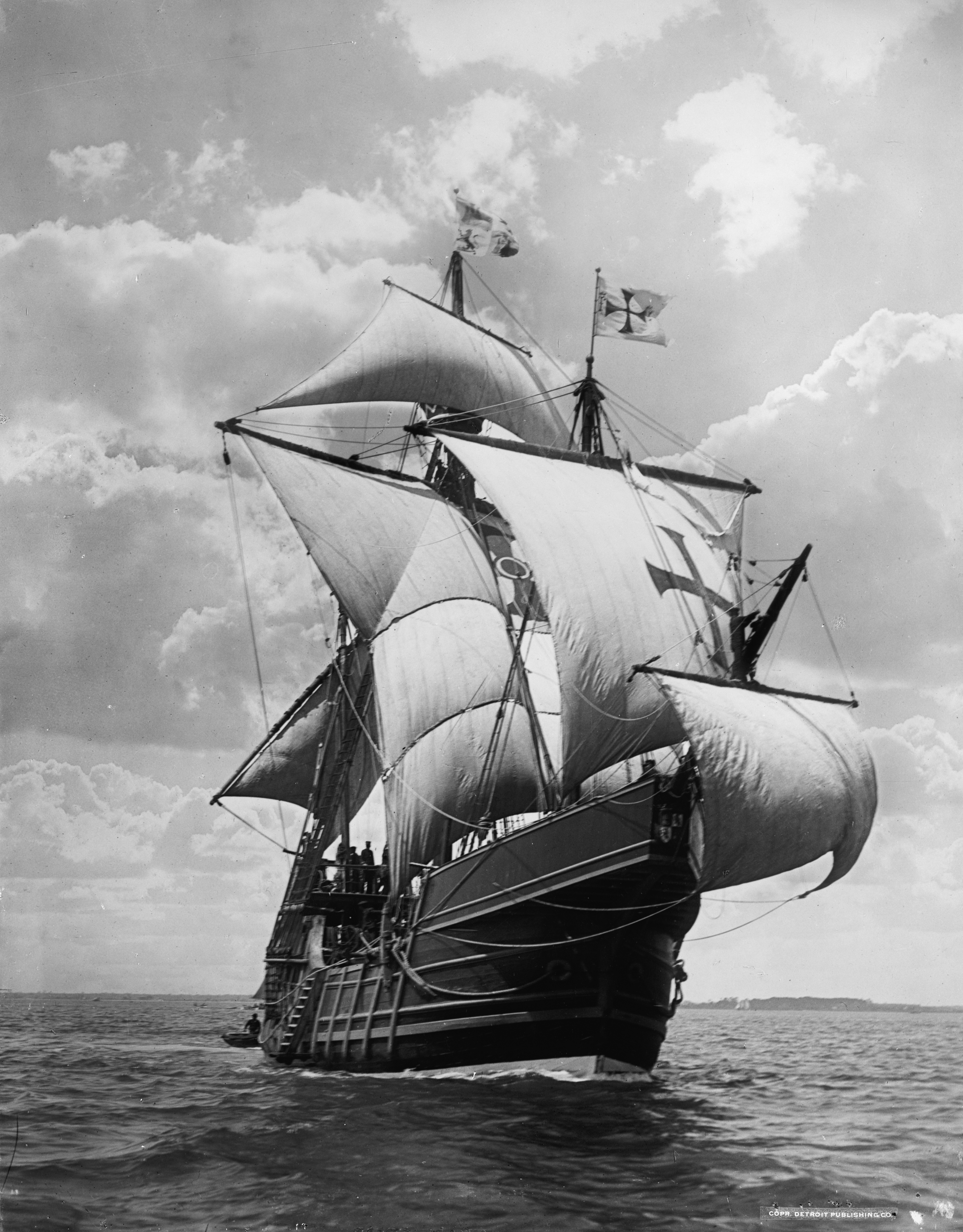
Una caracca; 14 di esse accompagnarono Almeida nel suo viaggio verso oriente.

Nel 1503 il Re Manuele I promosse Almeida alla posizione di primo viceré dello Estado da Índia. Con 22 navi, tra cui 14 caracche e 6 caravelle, Almeida partì da Lisbona il 25 marzo 1505. Le navi portavano un equipaggio composto da 1000 individui e 1500 soldati. La nave ammiraglia era la caracca São Rafael del capitano Fernão Soares. L'obiettivo della missione era di assicurarsi il totale controllo del commercio della spezia e di costruire diversi forti e punti commerciali sulla costa orientale africana e in India, per creare alleanza con le signorie locali.

### Africa
Almeida circumnavigò il Capo di Buona Speranza e cominciò a risalire il continente dalla parte orientale. Dopo Sofala raggiunse l'Isola di Mozambico, sulla costa settentrionale del Mozambico, poi procedette ancora verso nord fino a Kilwa. Nel luglio 1505 Almeida impiegò 8 navi per conquistare la città difesa da 4000 persone. A causa del buon porto della città, sufficiente per ancorare navi pesanti fino a 500 tonnellate, i portoghesi decisero di costruire un forte. A questo scopo Pêro Ferreira e 80 soldati rimasero in loco.
Nell'agosto del 1505 i portoghesi giunsero a Mombasa, un porto del Kenya. La città, popolata da 10.000 persone, venne conquistata dopo aver sconfitto le truppe del locale sceicco arabo. La città venne razziata e data alle fiamme, con l'aiuto del sultano di Malindi, nemico di Mombasa. Nello stesso periodo una caravella capitanata da João Homere conquistò Zanzibar ponendola sotto la corona portoghese.

### India
Dopo aver raggiunto l'India, Almeida si stabilì a Cochin, nel Malabar. Fece fortificare le difese portoghesi sia città che nell'isola di Angediva. Il 16 marzo 1506 suo figlio Lourenço de Almeida vinse una battaglia navale di fronte al porto di Cannanore, aprendosi la strada per raggiungere le coste dell'odierno Sri Lanka.
Nel 1507 Almeida ricevette rinforzi dallo squadrone di Tristão da Cunha. Lo squadrone di Alfonso de Albuquerque si era diviso da quello del Cunha per conquistare i territori nell'ovest africano. Nel marzo 1508 uno squadrone portoghese sotto il comando di Lourenço de Almeida venne attaccato da una flotta formata da vascelli egizi, arabi e indiani a Chaul e Dabul. La flotta venne creata con l'appoggio della Repubblica di Venezia, che temeva di perdere contatti con i paesi orientali; in questo scontro Lourenço de Almeida perse la vita.
Alfonso de Albuquerque arrivò a Cochin verso la fine del 1508 per prendere il posto di Almeida come governatore dell'India Portoghese. Almeida rifiutò di riconoscere la sua autorità e fece arrestare Albuquerque.
Nel 1509 Almeida fu il primo portoghese a raggiungere Bombay; con una flotta formata da 23 navi inflisse una sconfitta decisiva alle forze congiunte di arabi, egizi e indiani nella battaglia di Diu (3 febbraio 1509). La sua vittoria segnò l'inizio del periodo di egemonia portoghese nell'Oceano Indiano. Albuquerque venne scarcerato dopo tre mesi di reclusione grazie all'arrivo del gran maresciallo del Portogallo nel novembre 1509.

### Ritorno e morte
Almeida partì per il Portogallo nel dicembre 1509 e raggiunse Table Bay, vicino al Capo di Buona Speranza, dove le navi Garcia, Belém e Santa Cruz gettarono l'ancora nel febbraio 1510, per rinnovare le scorte d'acqua dolce. Dopo alcuni scambi commerciali con i Khoikhoi alcuni membri dell'equipaggio visitarono il villaggio vicino dove sorse un litigio. Almeida permise ai capitani Pedro e Jorge Barreto di ritornare al villaggio la mattina del 1º marzo 1510. Il bestiame del villaggio venne razziato mentre Almeida stava aspettando i suoi uomini presso la spiaggia. Siccome il mastro Diogo de Unhos aveva fatto spostare le scialuppe verso la zona di raccoglimento acqua, i portoghesi sulla costa non avevano alcun modo per fuggire. I Khoikhoi videro l'opportunità per lanciare un attacco, durante il quale Almeida e 64 dei suoi uomini persero la vita. Il corpo di Almeida venne recuperato il pomeriggio dello stesso giorno e sepolto sulla spiaggia della odierna Città del Capo.